# Бульвар

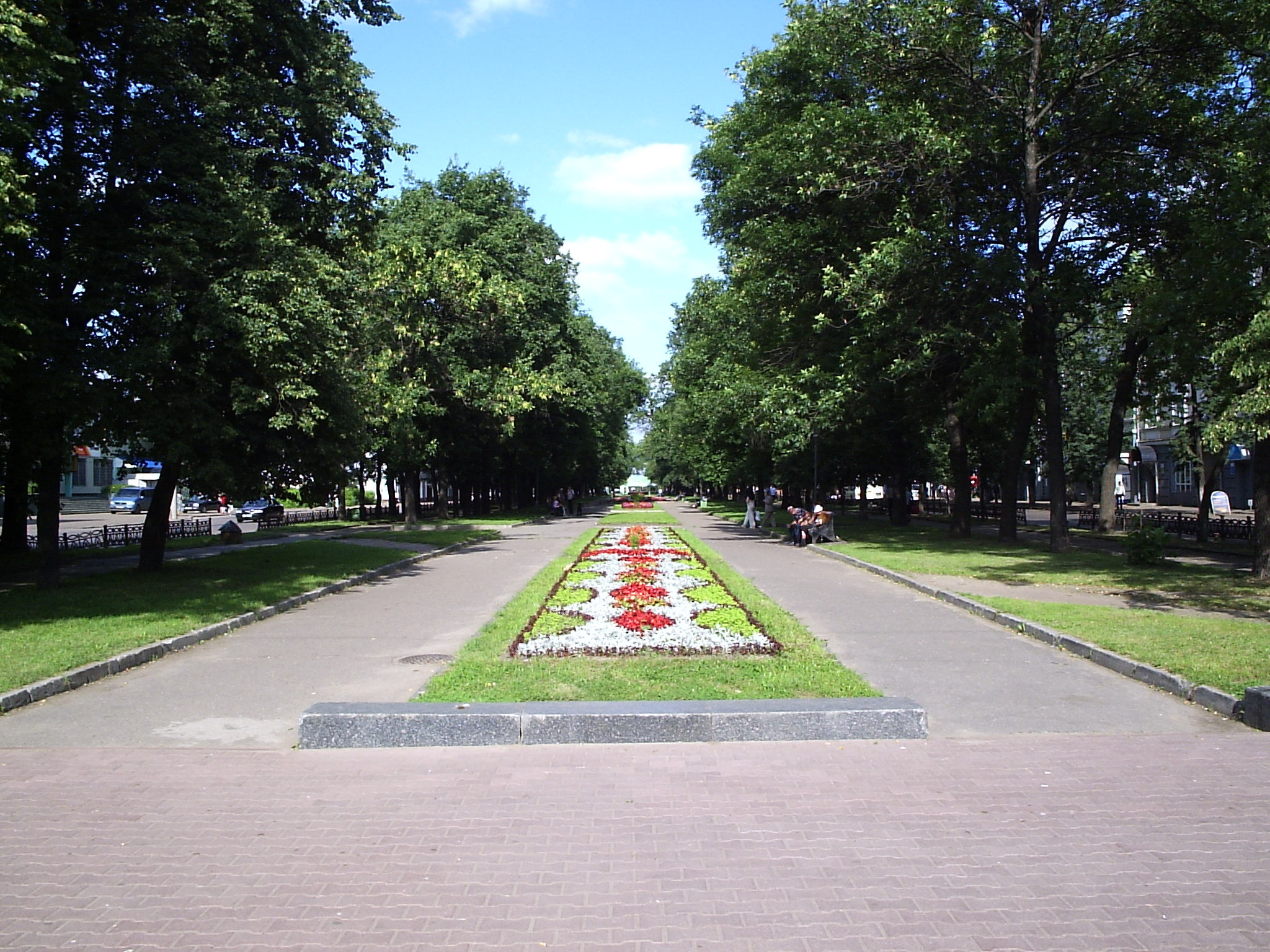
Бульвар на проспекте Ленина в Ярославле

Бульва́р (фр. boulevard, от нем. bollwerk — укреплённый земляной вал) — аллея или полоса зелёных насаждений вдоль (обычно посреди) улицы (первоначально — на месте прежних городских валов), вдоль берега реки, моря, предназначенная для прогулок. Бульвары также служат для пешеходного движения, кратковременного отдыха, защищают тротуары и здания от пыли и шума. На бульварах размещают памятники и скульптуры, фонтаны, детские и спортивные площадки, кафе, торговые киоски, а также храмы и другие религиозные сооружения.
Бульвар (из среднеголландского, значение вал, бастион) в фортификации — сомкнутые земляные укрепления, применявшиеся в XV веке при осадах крепостей.

## История

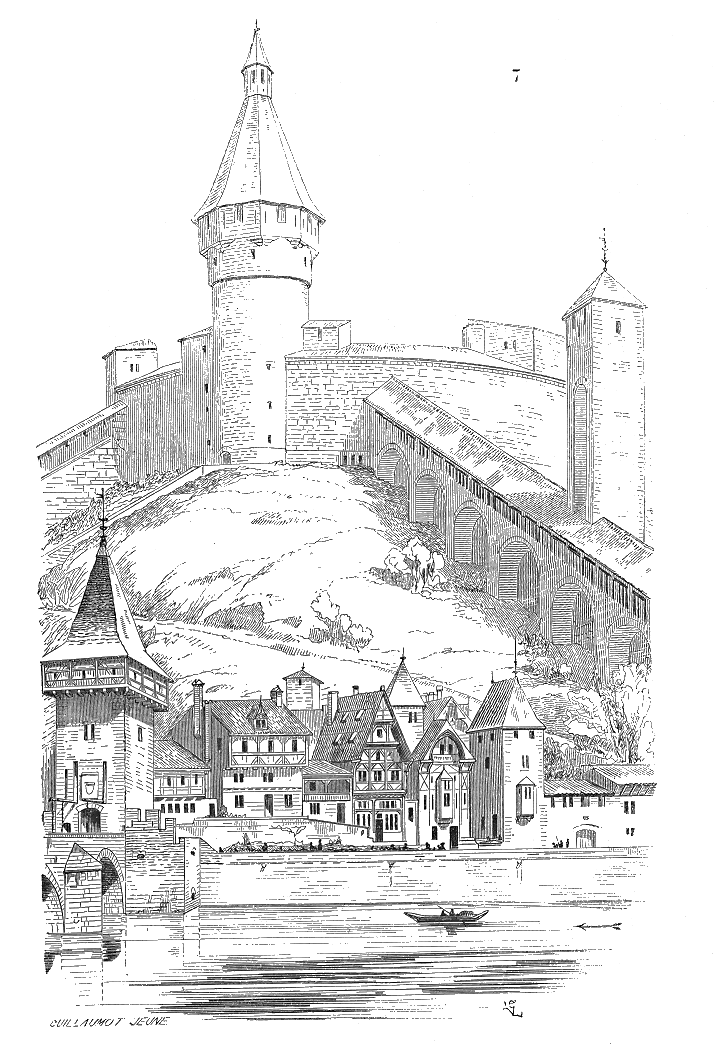
Бульвар в Шаффхаузене

Впервые бульвары применили англичане в 1428 году при осаде Орлеана. В то время бульвары представляли собой квадратные редуты с круглыми выступами по углам, в которые помещалось по три орудия, стрелявших через блиндированные амбразуры. Позднее название «бульвар» перешло к линии земляных валов в крепостях. В XV и XVI веках во Франции бульваром обозначали помещаемое вне городских стен фортификационное сооружение (на илл.), заменяющее средневековый барбакан. Оно строилось первоначально из покрытой дёрном земли, которую впоследствии стали прикрывать каменною стеною, и служило к защите от неприятельской артиллерии. Бульвар часто соединялся стенами с главным укреплением. Эти сооружения, составляющие самостоятельную, часто совершенно отделенную от главной системы укреплений часть, превратились в бастионы, как только успехи осадной артиллерии заставили крепостные окопы ближе примкнуть друг к другу, с целью взаимной защиты. Прекрасными образцами этих сооружений являются бульвары в Шаффхаузене и в Труа.
Название «бульвар» сохранили за собою обсаженные деревьями и служащие для прогулок аллеи, устроенные на месте прежних крепостных валов. В Париже во время тревоги, возникшей в 1536 году, было построено в северной части города несколько бульваров, следы которых сохранились до сих пор, недалеко от линии нынешних бульваров.
Автор «Историко-этимологического словаря современного русского языка» Черных П.Я., указывал, что едва ли не первое  упоминание в русских письменных текстах относится к 1771—1773 годам и содержится в описании парижских улиц и их названий в «Журнале путешественника»: «...ездили на Бульвар прогуливаться» (с прописной буквы, как топоним).

## Восприятие бульвара в русском языке
Понятия «бульварная пресса», «бульварная литература», связаны с понятием «бульвар» через понятие «бульварной драматургии», которое, в свою очередь, образовалось от «бульварного театра».

## Бульвар в живописи

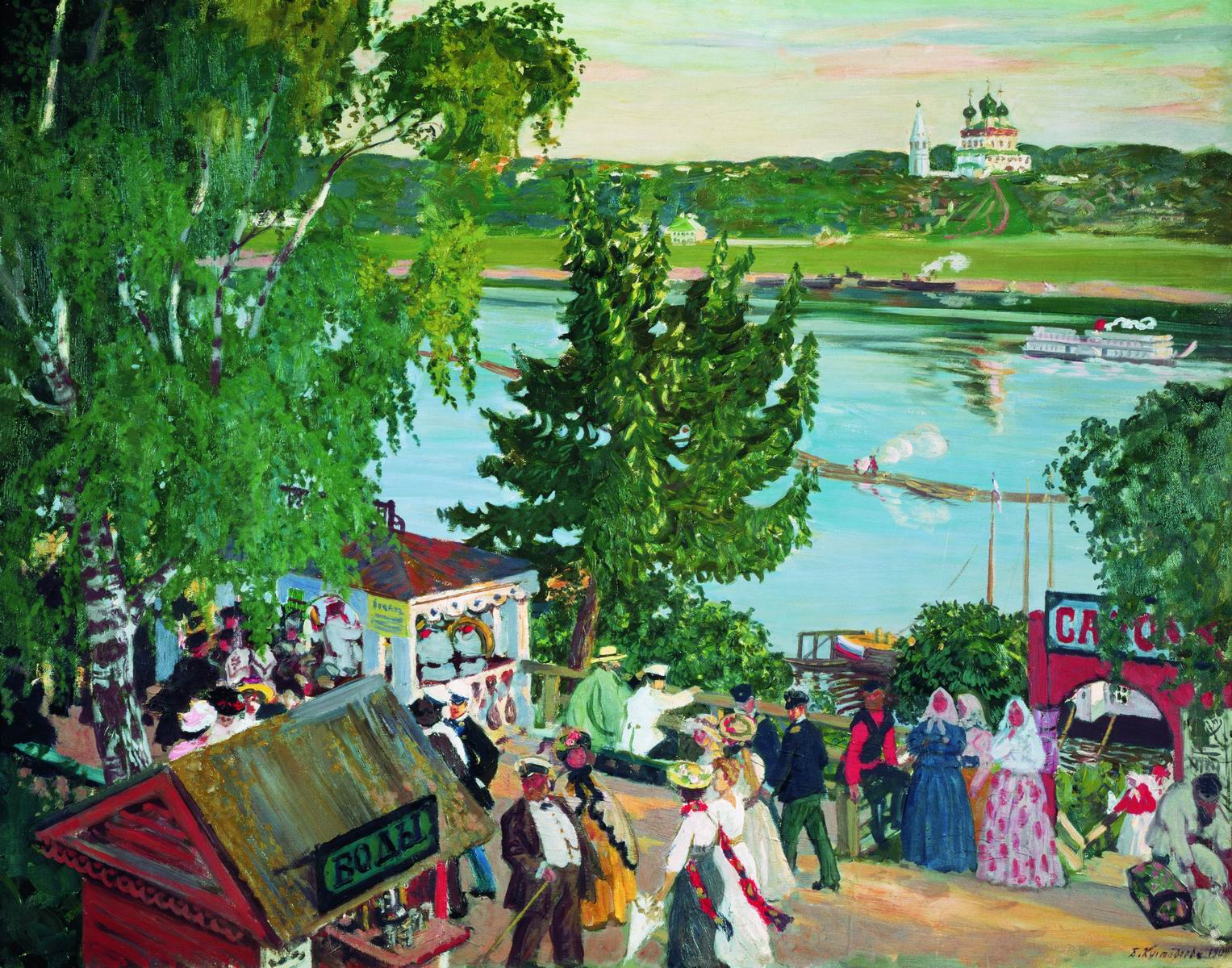
Бульвар у реки Волги (Б. М. Кустодиев «Гулянье на Волге»)
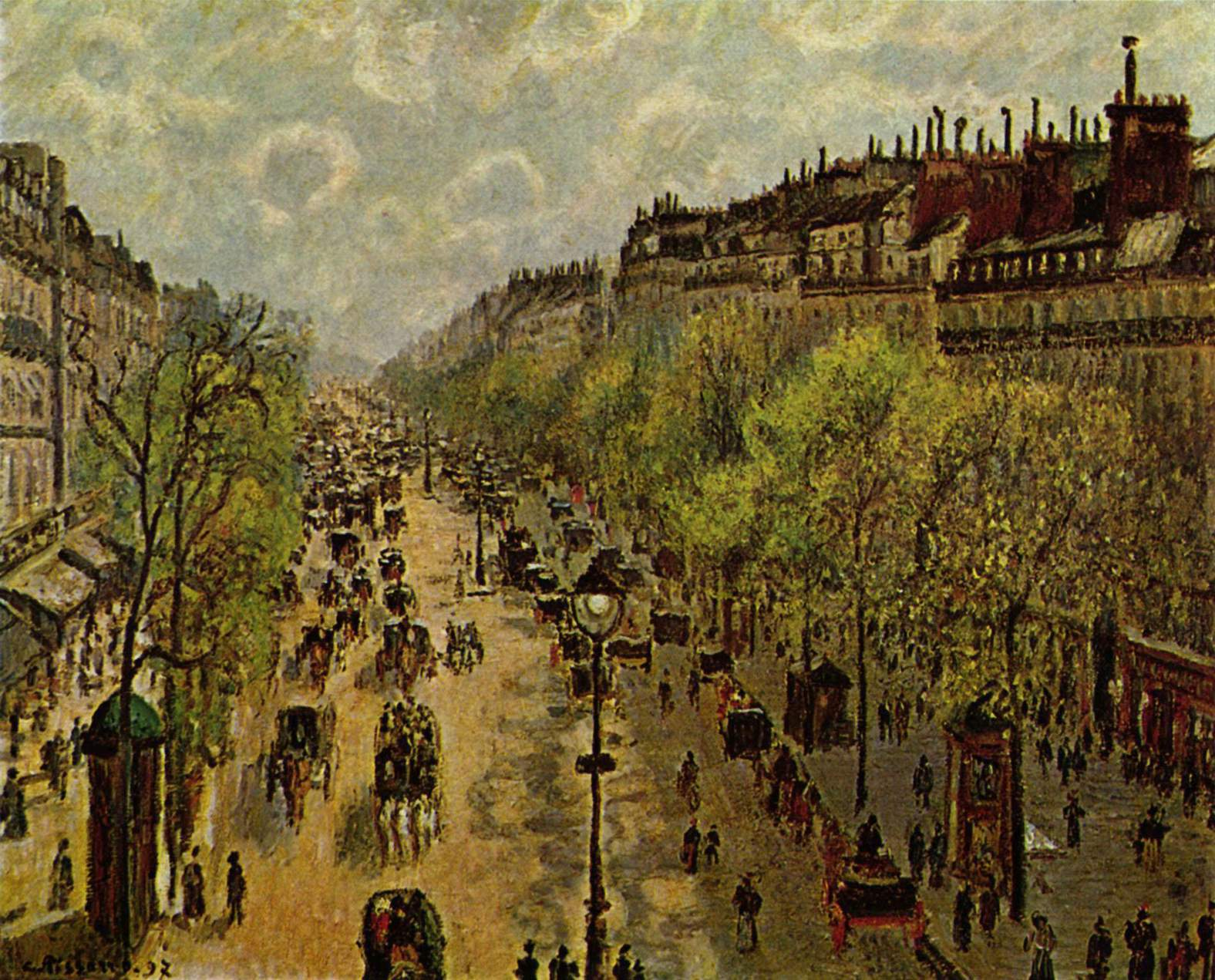
Бульвар Монмартр весной (Камиль Писсаро)
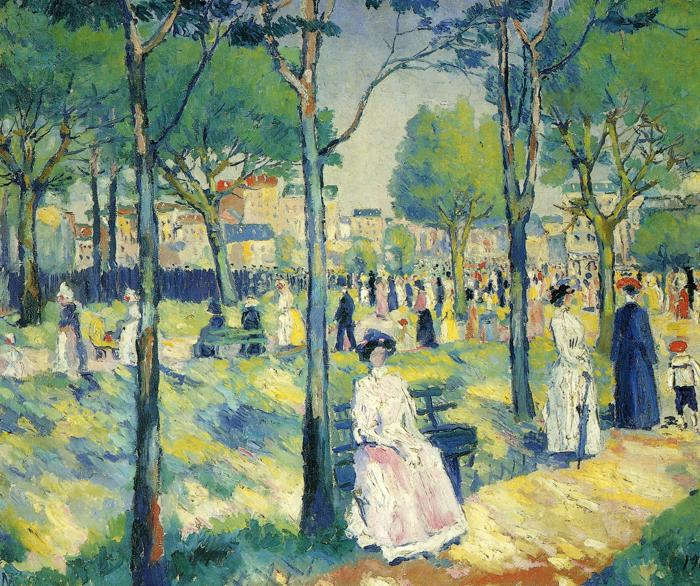
Казимир Малевич «На бульваре»